# Owen Wells
Owen L. Wells (Providence, 9 dicembre 1950 – Boston, 27 aprile 1993) è stato un cestista e allenatore di pallacanestro statunitense, professionista nella NBA, nei Paesi Bassi, in Italia e in Australia.

## Carriera
Venne selezionato dagli Houston Rockets al quinto giro del Draft NBA 1974 (77ª scelta assoluta).

## Palmarès

### Giocatore
- Campionato olandese: 2

Amstelveen: 1975-76, 1976-77
- Campionato italiano: 1

Virtus Bologna: 1978-79